# Convention internationale pour la répression de la traite des femmes et des enfants
La Convention internationale pour la répression de la traite des femmes et des enfants est le traité international conclu sous l'égide de la Société des Nations à Genève le 30 septembre 1921 visant à lutter contre le trafic d'êtres humains relatif à la femme et l'enfant et à leur exploitation sexuelle.
Cette convention est modifiée par le protocole signé en New York en 12 novembre 1947, lorsque la Société des Nations est remplacée par l'Organisation des Nations unies, et citée par le préambule de la Convention pour la répression de la traite des êtres humains et de l'exploitation de la prostitution d'autrui.

## Essence de la convention
La convention assure la protection contre le trafic et l'exploitation sexuelle au niveau international. L'article 5 remplace la condition minimum «vingt ans» dans la Convention internationale relative à la répression de la traite des blanches en 1910 par celle «vingt et un ans». L'article 6 dispose que « les Haute Parties contractes conviennent, dans le cas où elles n'auraient pas encore pris de mesures législatives ou administratives concernant l'autorisation et la surveillance des agences et des bureaux de recherche d'emploi, d'édicter des règlements dans ce sens afin d'assurer la protection des femmes et des enfants cherchant du travail dans un autre pays ». Et l'article 7 qu'elles conviennent notamment « d'adopter les mesures administratives et législatives qui sont nécessaires pour interdire le trafic des femmes et des enfants. En particulier, elles s'engage à prendre toutes les mesures nécessaires à la protection des femmes et des enfants voyageant à bord des navires d'émigrants, non seulement au point de départ et d'arrivée, mais aussi lors du voyage, et à prendre des dispositions en vue de l'affichage, dans les gares et dans les ports, d'avis mettant en garde les femmes et les enfants contre les dangers de la traite et indiquant les lieux où ils peuvent trouver logement, aide et assistance ».